# 輔音變化
輔音變化（consonant mutation；音變；子音交替）在語言學裡是指一個字的輔音根據其本身字詞的構詞及前後的句法發生變化的現象。一般所謂之「音變」大抵指的是「輔音變化」。
輔音變化的現象在世界上的許多語言裡都能發現，然而最典型，也最為代表性的是現今所有凱爾特語族語言的字首輔音變化。字首輔音變化的現象也可在日語、印度語、馬來語、南派優印地安語及許多西非的語言（例如富拉語）中發現。芬蘭語支的語言如芬蘭語和愛沙尼亞語有字中輔音變化；肯亞地區尼羅-撒哈拉語系的盧奧語和英語有詞幹字尾的輔音變化。而希伯來語則在字首、字中、字尾全具有輔音變化。

## 凱爾特語族
凱爾特語族以其字首輔音變化著名；而語族之內，各種語言所擁有的輔音變化類型數目又有所不同：蘇格蘭蓋爾語和曼島語有一種輔音變化，愛爾蘭語有兩種，布立吞亞支的威爾斯語、布列塔尼語、及康瓦爾語則各有三種（三種語言的各三種輔音變化類型是不完全一樣的）。此外，愛爾蘭語、康瓦爾語、和布列塔尼語又有一種混雜變化，也就是某種情況下，某些輔音和其餘輔音會被觸發的輔音變化類型是不同的。
這些凱爾特語會觸發輔音變化的條件多少有些不同，但有兩種情況是一定會觸發輔音變化的：
1. 定冠詞 + 陰性名詞，此陰性名詞會被觸發輔音變化
2. 陰性名詞 + 形容詞，此形容詞會被觸發輔音變化

此外，許多語言都會依其所有代名詞人稱數目的不同而觸發不同的輔音變化，以下以布列塔尼語、愛爾蘭語、及威爾斯語為例：
| 布列塔尼語     | 愛爾蘭語      | 威爾斯語     | 中譯       |
| -------------- | ------------- | ------------ | ---------- |
| maouez         | bean          | gwraig       | 女人       |
| bras           | mór           | mawr         | 偉大的     |
| ar vaouez vras | an bhean mhór | y wraig fawr | 偉大的女人 |
| kazh           | cat           | cath         | 貓         |
| e gazh         | a chat        | ei gath      | 他的貓     |
| he c'hazh      | a cat         | ei chath     | 她的貓     |
| o c'hazh       | a gcat        | eu cath      | 他們的貓   |

## 日語
當日語中的兩個單字組成一個複合字時，第二個單字的字首會被觸發字首輔音變化，稱為連濁，舉例如下：
1. にぎり（羅馬拼音：nigiri） + すし（羅馬拼音：sushi）→ にぎりずし（握壽司羅馬拼音：nigirizushi）
2. にごり（羅馬拼音：nigori） + さけ（羅馬拼音：sake） → にごりざけ（濁酒羅馬拼音：nigorizake）

「にごりざけ」中的「にごり」和「れんだく」中的「だ」的漢字同為濁，因為日語裡，正是用清、濁來表示無聲輔音與有聲輔音。
另外，日語的方言亦因輔音變化而出現，演變成「關東方言」及「關西方言」（參看近畿方言）。

## 南派尤特印地安語
在南派優印地安語裡，不同的詞幹會觸發三種不同的輔音變化，分別是擦音化、複音化、及冠鼻音化：
| 詞幹 | 擦音化 | 複音化 | 冠鼻音化 |
| ---- | ------ | ------ | -------- |
| p    | v      | pp     | mp       |
| t    | r      | tt     | nt       |
| k    | ɣ      | kk     | ŋk       |
| kw   | ɣw     | kkw    | ŋkw      |
| ts   |        | tts    | nts      |
| s    |        | ss     |          |
| m    | ŋkw    | mm     | mm       |
| n    |        | nn     | nn       |

例如絕對體的字尾 -p 會根據所黏濁的名詞詞幹被觸發不同的字中輔音變化：
- 複音化：movi-ppi '鼻子'
- 擦音化：sappI-vi '腹部'
- 冠鼻音化：aŋo-mpi '舌頭'

## 富拉語
在奈及利亞富拉語的岡貝方言中，字詞會根據格的不同產生兩種字首輔音變化，分別為不規則變化（Fortition）及冠鼻音化：
| 詞幹 | 不規則變化 | 冠鼻音化 |
| ---- | ---------- | -------- |
| f    | p          | p        |
| s    | ʃ          | ʃ        |
| h    | k          | k        |
| w    | b          | mb       |
| r    | d          | nd       |
| j    | dʒ，g      | ɲdʒ，ŋg  |
| ɣ    | g          | ŋg       |

例如詞幹 rim-'自由的人'和 ɣim- '人'會根據格的不同，而有以下不一樣的字首輔音變化：
- rimɓe（第 2 類格），dimo（第 1 類格），ndimon（第 6 類格）
- ɣimɓe（第 2 類格），gimɗo（第 1 類格），ŋgimkon（第 6 類格）

## 芬蘭語
在芬蘭語和其他同支的語言（如愛沙尼亞語）裡，詞幹字中的輔音會有輔音交替的現象，其中一種輔音變化為弱化；以下是部分表列：
| 詞幹    | 弱化     |
| ------- | -------- |
| pp      | p        |
| tt      | t        |
| kk      | k        |
| p       | v        |
| t       | d        |
| k       | 母音間歇 |
| mp      | mm       |
| nt      | nn       |
| nk      | ng       |
| lt      | ll       |
| rt      | rr       |
| uku/yky | uvu/yvy  |

芬兰语中的辅音交替是以音节的开闭为依据的。在开音节中一般是强势形势，而在闭音节中则是弱势形势。此现象在芬兰语中比较复杂，下面仅举一小部分例子。
例如單數屬格的名詞与形容詞就常會發生此字中的弱化：
- lappu '紙条'（主格），lapun（屬格）
- halpa '便宜'（主格），halvan（屬格）
- kota '拉普人的帳棚'（主格），kodan（屬格）
- suka '刷子'（主格），suan（屬格）
- puku '套裝'（主格），puvun（屬格）

更詳細的列表： （页面存档备份，存于）
另在口语中，常會發生字尾輔音的變音，但這在標準語中並不會被讀出來。

## 盧奧語
盧奧語名詞詞幹的字尾輔音會發生有聲與無聲輔音的交替，將獨立詞轉變為像"...的山丘"、"...的枝條" 之類含意的附屬詞：
- gɔt '山丘'（獨立詞），god（附屬詞）
- lʊθ '枝條'（獨立詞），luð（附屬詞）
- kɪdo '外表'（獨立詞），kit（附屬詞）
- tʃogo '骨頭'（獨立詞），tʃok（附屬詞）
- buk '書本'（獨立詞），bug（附屬詞）
- kɪtabu '書本'（獨立詞），kɪtap（附屬詞）

註：交替的情況中，也常有些獨立於輔音變化的母音交替現象

## 英語
英語也曾有豐富的詞幹字尾磨擦音的輔音變化現象，可在以下的名詞-動詞詞組及英語複數型態的構成中端倪出：
- belief - believe
- life - live
- proof - prove
- strife - strive
- thief - thieve
- ba[θ] - ba[ð]e
- brea[θ] - brea[ð]e
- mou[θ] (n.) - mou[ð] (vb.)
- shea[θ] - shea[ð]e
- wrea[θ] - wrea[ð]e
- choi[s]e - choo[z]e
- hou[s]e (n.) - hou[z]e (vb.)
- u[s]e (n.) - u[z]e (vb.)

現代英語裡發生於單複數轉換的輔音交替現象正漸漸在縮水，而且在下面列出的語例中，現在的許多使用者也僅剩 [f-v] 的交替能正確發出。
- knife - knives
- leaf - leaves
- self - selves
- shelf - shelves
- wharf - wharves
- wife - wives
- wolf - wolves
- ba[θ] - ba[ð]s
- mou[θ] - mou[ð]s
- oa[θ] - oa[ð]s
- pa[θ] - pa[ð]s
- you[θ] - you[ð]s
- hou[s]e - hou[z]es

## 現代希伯來語
現代希伯來語只有一種擦音化輔音變化交替組合，但它可以發生在詞幹字首、字中、或字尾。
| 詞幹 | 擦音化 |
| ---- | ------ |
| p    | f      |
| k    | x      |
| b    | v      |

例如動詞的時態和詞形變化之間的轉換，會發生輔音變化：
- katav '他寫了'，yixtov '他將要寫'
- tiba '他沉了'（不及物動詞），tava '他使...下沉了'（及物動詞）

陽性與陰性名詞、單複數名詞之間的轉換及介詞之後，也會有輔音變化的現象：
- melex '國王', malka '皇后'
- dov '熊'（單數），dubim '熊'（複數）
- bayit '房子'，be-vayit '在房子裡'

但不是所有的字詞都會發生輔音變化，例如：
- xatav '他劈砍了'，yaxtav '他將要劈砍'
- tov '貨物'（單數），tuvim '貨物'（複數）
- kibuc '基布茲農場'，be-kibuc '在基布茲農場裡'

## 托爾金的語言
魔戒作者J·R·R·托爾金少年時期發明的侏儒語及之後魔戒中的辛達林語，都受到威爾斯語的啟發，擁有輔音變化的現象。
侏儒語的輔音變化現象主要只有軟化一種（少數特定詞幹會觸發鼻音化交替），觸發時機主要為定冠詞、前置詞之後的名詞，例如：
- i（單數定冠詞）+ bess "妻子" → i‧vess
- na（單數屬格）+ talwint "雙足" → na‧dalwint

早期諾多林語則有軟化、塞音變化、及鼻音化三種，主要觸發條件亦為定冠詞、前置詞與名詞的組合，以及複合字的構成，例如：
- i（單數定冠詞）+ bad "路" → i‧bhad
- o "在...之上" + câ "頂端" → o‧cha
- i(n)（複數定冠詞）+ tî "線段" → i‧thiath，i‧nthiath
- tain "山" + pethil → TainBethil "泰尼魁提爾山"

魔戒時期的辛達林，則有變化最多的輔音變化，除了軟化、鼻音化、塞音變化外，還有混雜變化以及流音變化；觸發情況也更為多變，除了定冠詞、介詞、前置詞與名詞的組合，以及複合字的構成外，還有名詞後的形容詞與動詞後的直接受格，例如：
- tol "島嶼" + calen "綠色的" → tol galen "綠色的島嶼"
- eglerio "讚美吧" + Taur a Perhael "佛羅多與山姆" → eglerio Daur a Berhael "讚美佛羅多與山姆吧！"

## 輔音變化與連音的區別
字首輔音變化常與連音混淆：前者是指因為語法環境而觸發交替的現象，而後者為基於語音環境而觸發的交替。
語例如下：
- 西班牙語：鼻音與間歇後的輔音 [b, d, g] 會和母音及流音之後的 [β, ð, ɣ] 交替，例：un [b]arco "一艘船"，mi [β]arco "我的船"。
- 蘇格蘭蓋爾語：重音處的塞音在鼻音之後會交替為有聲輔音，例：[khaht] "貓"，[əŋ ghaht] "貓"（加定冠詞）。

因語法而觸發的輔音變化的源頭，通常本來是像這些因為語音環境而觸發的連音，例如上述提到英語裡的擦音交替（輔音變化），實際上可追溯到古英語時，母音或有聲輔音之間之間的擦音有聲化，以及觸發於字首、字尾或其他無聲輔音後的擦音無聲化（連音）。語例：古英語的不定詞字尾為 -(i)an，而複數字尾為 -as，因此詞幹 hūs "房子"（單數）的 's' 發 [s]，而 hūsas "房子"（複數）和 hūsian "住"（不定詞）的 's' 發 [z]。但之後到了英語裡，許多原來的字尾都脫落了，加上受到大量法語借字的擦音音素拼寫法，所以本來的連音到了現代英語，就變成依語法觸發的輔音變化了。

## 延伸閱讀
- Zimmer, Stefan. The Celtic Mutations: some typological comparisons. A Companion in Linguistics, a Festschrift for Anders Ahlqvist, ed. B. Smelik, R. Hofman, C. Hamans, D. Cram. Nijmegen: de Keltische Draak / Münster: Nodus 2004, 127-140.

## 參閲
- 語音交替
- 構詞學
- 元音變換

## 外部連結
- Consonant Mutation and Reduplication in Seereer-Siin on JSTOR （页面存档备份，存于）
- Consonant mutation （页面存档备份，存于）
- Stem Change (Apophony and Consonant Mutation) in Morphology （页面存档备份，存于）
- Consonant mutation - Academic Kids （页面存档备份，存于）